# Euterebra
Euterebra is een geslacht van weekdieren uit de klasse van de Gastropoda (slakken).

## Soorten
- Euterebra angelli (J. Gibson-Smith & W. Gibson-Smith, 1984)
- Euterebra assecla (Iredale, 1924)
- Euterebra capensis (E. A. Smith, 1873)
- Euterebra fuscobasis (E. A. Smith, 1877)
- Euterebra fuscocincta (E. A. Smith, 1877)
- Euterebra fuscolutea Bozzetti, 2008
- Euterebra herosae Terryn & Rosado, 2011
- Euterebra kowiensis (Turton, 1932)
- Euterebra lightfooti (E. A. Smith, 1899)
- Euterebra macandrewii (E. A. Smith, 1877)
- Euterebra mariato Pilsbry & Lowe, 1932
- Euterebra padangensis (Thiele, 1925)
- Euterebra planecosta (Barnard, 1958)
- Euterebra puncturosa (Berry, 1959)
- Euterebra riosi (Bratcher & Cernohorsky, 1985)
- Euterebra sandrinae (Aubry, 2008)
- Euterebra scalariformis (Cotton & Godfrey, 1932)
- Euterebra severa (Melvill, 1897)
- Euterebra tantilla (E. A. Smith, 1873)
- Euterebra taylori (Reeve, 1860)
- Euterebra tristis (Deshayes, 1859)